# Irish Church Act 1869
Irish Church Act 1869 var ett beslut i Storbritanniens parlament från 1869, under William Ewart Gladstones premiärministertid. Genom lagen upphörde Irländska kyrkan att vara irländsk statskyrka från 1 januari 1871.

### Fotnoter
1. ↑  ”William Ewart Gladstone” (på engelska). BBC. http://www.bbc.co.uk/history/historic_figures/gladstone_william_ewart.shtml. Läst 20 oktober 2017.